# Várzea (Amarante)
Várzea is een plaats (freguesia) in de Portugese gemeente Amarante en telt 563 inwoners (2001).